# Bezirk Przemyśl

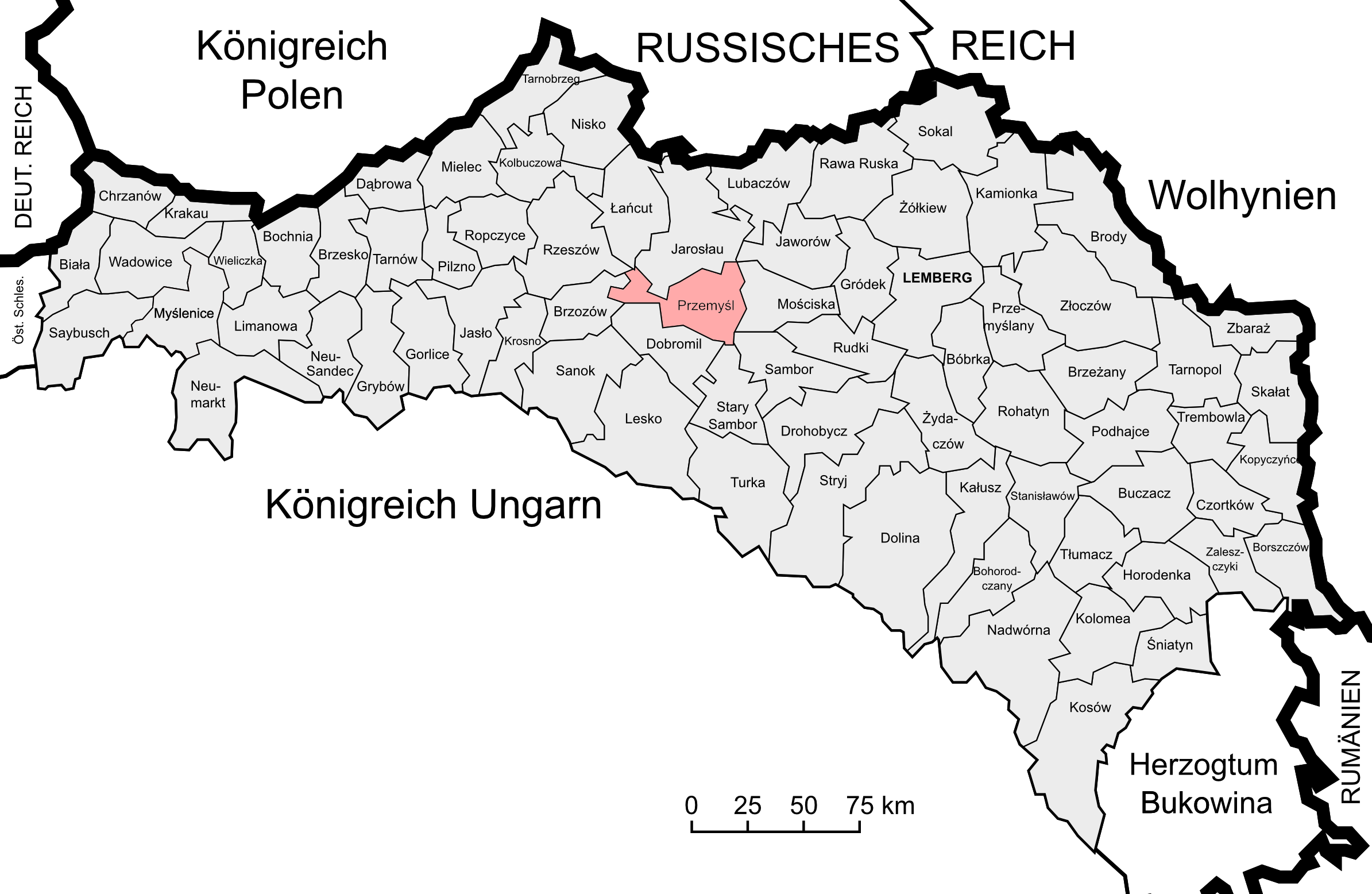
Lage des Bezirks Przemyśl im Kronland Galizien und Lodomerien

Der Bezirk Przemyśl war ein politischer Bezirk im österreichischen Kronland Galizien und Lodomerien. Sein Gebiet umfasste Teile Ostgaliziens in der heutigen Westukraine (Oblast Lwiw, Rajon Staryj Sambir und Rajon Mostyska) sowie in Polen (Powiat Przemyśl). Sitz der Bezirkshauptmannschaft war die Stadt Przemyśl. Nach dem Ersten Weltkrieg musste Österreich den gesamten Bezirk an Polen abtreten. Große Teile davon gehören heute zum Powiat Przemyski.
Er grenzte im Norden an den Bezirk Jaroslau, im Osten an den Bezirk Mościska, im Südosten an den Bezirk Sambor, im Süden an den Bezirk Stary Sambor, im Südwesten an den Bezirk Dobromil, im Westen an den Bezirk Brzozów sowie im Nordwesten an den Bezirk Rzeszów und den Bezirk Przeworsk.

## Geschichte
Ein Vorläufer des späteren Bezirks (Verwaltungs- und Justizbehörde zugleich) wurde zum Ende des Jahres 1850 geschaffen, die Bezirkshauptmannschaft Przemyśl war dem Regierungsgebiet Lemberg unterstellt und umfasste folgende Gerichtsbezirke:
- Gerichtsbezirk Przemyśl
- Gerichtsbezirk Niżankowice
- Gerichtsbezirk Mościska
- Gerichtsbezirk Sądowa Wisznia

Nach der Kundmachung im Jahre 1854 kam es am 29. September 1855 zur Einrichtung des Bezirksamtes Przemyśl (weiterhin für Verwaltung und Gerichtsbarkeit zuständig) innerhalb des Kreises Przemyśl.
Nachdem die Kreisämter Ende Oktober 1865 abgeschafft wurden und deren Kompetenzen auf die Bezirksämter übergingen, schuf man nach dem Österreichisch-Ungarischen Ausgleich 1867 auch die Einteilung des Landes in zwei Verwaltungsgebiete ab. Zudem kam es im Zuge der Trennung der politischen von der judikativen Verwaltung zur Schaffung von getrennten Verwaltungs- und Justizbehörden. Während die gerichtliche Einteilung weitgehend unberührt blieb, fasste man Gemeinden mehrerer Gerichtsbezirke zu Verwaltungsbezirken zusammen.
Der neue politische Bezirk Przemyśl wurde aus folgenden Bezirken gebildet:
- Bezirk Przemyśl (mit 47 Gemeinden)
- Bezirk Niżankowice (mit 46 Gemeinden)
- Teilen des Bezirks Radymno (mit 19 Gemeinden)
- Teilen des Bezirks Mościska (Gemeinden Buców, Medyka, Poździacz, Szechinie, Torki)
- Teilen des Bezirks Starasól (Gemeinde Sanoczany)

Der Bezirk Przemyśl bestand bei der Volkszählung 1910 aus 133 Gemeinden sowie 108 Gutsgebieten und umfasste eine Fläche von 1002 km². Hatte die Bevölkerung 1900 noch 144.875 Menschen umfasst, so lebten hier 1910 159.991 Menschen. Auf dem Gebiet lebten dabei mehrheitlich Menschen mit ruthenischer Umgangssprache (50 %) und griechisch-katholischem Glauben, Juden machten rund 14 % der Bevölkerung aus.

## Ortschaften
Auf dem Gebiet des Bezirks bestand 1910 Bezirksgerichte in Dubiecko, Niżankowice und Przemyśl, diesen waren folgende Orte zugeordnet:
Gerichtsbezirk Dubiecko:
- Markt Babice nad Sanem
- Bachórzec
- Bachów
- Chyrzyna bestehend aus den Ortsteilen Chyrzyna und Chyrzynka
- Drohobyczka bestehend aus den Ortsteilen Drohobyczka und Huta
- Stadt Dubiecko
- Hucisko Nienadowskie
- Iskań
- Kosztowa
- Markt Krzywcza
- Nienadowa
- Polchowa bestehend aus den Ortsteilen Podbukowina und Polchowa
- Słonne
- Przedmieście Dubieckie
- Reczpol
- Ruska Wieś
- Ruszelczyce
- Sielnica
- Skopów
- Śliwnica ad Dubiecko
- Średnia
- Wola Krzywiecka

Gerichtsbezirk Niżankowice:
- Aksmanice bestehend aus den Ortsteilen Aksmanice und Berendowice
- Boratycze
- Borszowice
- Brylińce
- Bybło
- Cyków
- Darowice
- Drozdowice
- Markt Fredropol
- Gdeszyce
- Grochowce
- Hermanowice
- Hruszatyce
- Kłokowice
- Kniażyce
- Koniusza
- Koniuszki
- Kormanice
- Kupiatycze
- Malhowice
- Miżyniec
- Młodowice
- Markt Niżankowice bestehend aus den Ortsteilen Niżankowice und Wyhadów
- Paćkowice
- Podmojsce
- Rożubowice
- Sanoczany
- Sierakośce (Sierakowce)
- Sólca
- Stanisławczyk
- Stroniowice
- Wielunice
- Witoszyńce
- Zabłotce
- Zrotowice

Gerichtsbezirk Przemyśl:
- Barycz
- Batycze
- Bełwin
- Bolestraszyce
- Buców
- Buszkowice
- Buszkowiczki
- Byków
- Chałupki Dusowskie
- Chodnowice
- Chołowice
- Chraplice
- Cisowa
- Drohojów
- Duńkowiczki
- Dusowce
- Hnatkowice
- Hureczko
- Hurko
- Jaksmanice
- Korytniki
- Kosienice
- Krasice
- Markt Krasiczyn bestehend aus den Ortsteilen Krasiczyn und Zalesie
- Krówniki
- Kruhel Mały
- Kruhel Wielki
- Krzeczkowa
- Kuńkowce
- Kupna
- Łętownia
- Łuczyce
- Maćkowice
- Malhowice
- Medyka bestehend aus den Ortsteilen Chałupki Medyckie und Medyka
- Mielnów
- Nakło
- Nehrybka
- Nowosiółki
- Olszany
- Orzechowce
- Ostrów
- Pikulice
- Pleszowice
- Popowice
- Poździacz
- Prałkowce
- Przekopana
- Stadt Przemyśl
- Rokszyce
- Siedliska
- Sielec
- Skład Solny
- Śliwnica ad Krasiczyn bestehend aus den Ortsteilen Komara, Nahurczany und Śliwnica ad Krasiczyn
- Stubienko
- Stubno
- Szechynie
- Tarnawce
- Torki
- Trojczyce
- Tyszkowice
- Ujkowice
- Walawa
- Wapowce
- Wilcza (Wilcze)
- Wyszatyce
- Żurawica